# 民主防衛国民会議・民主防衛勢力
民主防衛国民会議・民主防衛勢力（フランス語: Conseil National Pour la Défense de la Démocratie–Forces pour la Défense de la Démocratie、略称:CNDD-FDD）は、ブルンジの政党。ブルンジ内戦における最大の反政府勢力であり、内戦終結後はブルンジにおける全国規模の主要政党となった。民主防衛国民会議 (CNDD) が政治部門、民主防衛軍（Intagoheka, FDD）は軍事部門であった。

## 歴史
1993年にフツ出身のメルシオル・ンダダイエ大統領が暗殺されたことを契機に翌1994年に非合法組織として結成された。民主防衛国民会議は、ブルンジ南部出身のフツの知識人層が多くを占め、レオナール・ニャンゴマによって指導されていた。しかし組織内部における抗争の結果、2001年に軍事部門を掌握した北部出身者のピエール・ンクルンジザ派が主流派となり、CNDD-FDDと名乗るようになった。このためこれ以降CNDD、FDDはこの派を指して用いられることが多くなった。
2002年10月暫定政府と停戦、2003年11月に正式に停戦協定に調印した。2005年1月、正式に政党として登録され、同年7月4日の総選挙では60から80パーセントの支持で118議席中64議席を得て、第一党となった。8月19日、上下両院議員による大統領選挙で、ピエール・ンクルンジザ党首が圧倒的な支持を得て大統領に選出され、2020年6月に在職中のまま病死するまで15年間務めた。2020年5月の国民の直接投票による大統領選挙ではCNDD-FDD党首のエヴァリステ・ヌダイシミエが当選した。

## 関連事項
- フセイン・ラジャブ（Hussein Radjabu）